# Ryan Chew
Ryan Chew (12 de agosto de 1996) es un deportista estadounidense que compite en bádminton.
Ganó una medalla de plata en los Juegos Panamericanos de 2019, en la prueba de dobles. Es hermano del también jugador de bádminton Phillip Chew.

## Palmarés internacional
| Juegos Panamericanos | Juegos Panamericanos | Juegos Panamericanos | Juegos Panamericanos |
| Año                  | Lugar                | Medalla              | Prueba               |
| -------------------- | -------------------- | -------------------- | -------------------- |
| 2019                 | Lima (Perú)          | Medalla de plata     | Dobles               |